# 大青沟镇
大青沟镇，是中华人民共和国河北省张家口尚义县下辖的一个乡镇级行政单位。

## 行政区划
大青沟镇下辖以下地区：
大青沟社区、大青沟村、南海子村、白彦堡村、陈所梁村、贲贲淖村、师家卜村、厂库伦村、汗淖卜村、长富沟村、大银堤村、庙沟村、魏家村、大井村和升华村。